# Antoine Parmentier
Antoine-Augustin Parmentier (Montdidier, 17 d'agost de 1737 - París, 17 de desembre de 1813) va ser un agrònom, naturalista, nutricionista i higienista francès.
La seva experiència com captiu a Prússia durant la Guerra dels Set Anys el va portar a defensar la patata com a alternativa alimentària (a França, com a gairebé tot Europa, se la considerava no comestible). Va aconseguir que s'aixequessin les lleis que prohibien el seu cultiu, i va promoure el seu consum. Va ser un dels creadors de l'Escola de la fleca a França. Va treballar també en el blat de moro, l'opi i la banya del sègol. També va preconitzar l'ús del fred per conservar la carn i va desenvolupar tècniques per extreure el sucre de la remolatxa.
L'acollida que Lluís XVI havia reservat a l'agrònom filantrop li va fer ser durant la Revolució francesa sospitós per al Nou Règim. Però aviat se li va confiar la vigilància de les salaons destinades a l'exèrcit francès. El Directori i el Consolat també es van servir de les seves competències.
Durant l'època napoleònica, com inspector general del servei de salut,) aconsegueix que l'exèrcit adopti la vacunació antivariolosa i s'ocupa de les condicions higièniques en els vaixells.
Científic amb una obra notable per la seva varietat, participa, a més, en la vida social col·laborant en els textos relacionats amb la reforma agrària proposats per l'Assemblea Nacional Constituent. Entra a l'Acadèmia de les Ciències el 1795 a la secció d'economia rural.
La seva família està enterrada en el Cementiri del Père-Lachaise a París.